# هان الخون
هان الخون هم شعب مرتحل أنشأ دولًا في آسيا الوسطى وجنوب آسيا خلال القرنين الرابع والسادس الميلاديين. ورد ذكر وجودهم للمرة الأولى في باروباميسوس، وتوسعوا لاحقًا في الجنوب الشرقي، إلى البنجاب ووسط الهند، حتى إيران وكاوسامبي. قضى غزو هان الخون لشبه القارة الهندية على سلالة هان كيدارا التي سبقتهم بنحو قرن من الزمان، وساهم كذلك في سقوط إمبراطورية غوبتا، أي أنه وضع نهاية للهند التقليدية.
جاء غزو شعوب الهان للهند في أعقاب غزوات شبه القارة الهندية في القرون السابقة واحتلالها على يد شعب يافانا (المملكة الهندية الإغريقية) وساكا (الهنود السكثيون) وبالافا (الهنود البارثيون) وكوشانا (يويزي). إمبراطورية هان الخون هي الثالثة من بين أربع سلالات هان رئيسية تأسست في وسط آسيا وجنوبها. سبقتهم سلالة هان كيدارا وخلفتهم سلالة الهياطلة في باختر وهان نيزاك في هندوكوش. تُعرف أسماء ملوك هان الخون من عملاتهم المعدنية المتعددة ورواياتهم البوذية والكثير من النقوش التذكارية في جميع أنحاء شبه القارة الهندية.
لطالما اعتُبر هان الخون جزءًا من الهياطلة أو فرعًا أو سلالة شرقية لهم، إلا إنهم يُصنّفون حاليًا باعتبارهم كيانًا مستقلًا.

## الهوية

### الاسم
يرى المراقبون المعاصرون في الهند هان الخون أحد شعوب الهونا (أو الهان)، التي يدور الجدل حول أصولها. عُثر على ختم من كوسامبي ذو صلة بتورامانا الذي حمل لقب هاناراجا («ملك الهان»). يرد في نقش ريتال أن تورامانا ينحدر من سلالة الهان.
يبدو أن الهونا هم الشعوب المعروفة في المصادر الإيرانية المعاصرة باسم خون وخيون وأسماء مماثلة، والتي أصبحت لاحقًا تُعرف بالرومانية باسم الخيونيون. غالبًا ما ترتبط سلالة الهونا بالهان الذين غزوا أوروبا من آسيا الوسطى خلال الفترة ذاتها. وبالتالي، فإن كلمة هان تحمل ثلاثة معاني مختلفة قليلًا، اعتمادًا على السياق الذي تُستخدم فيه: 1) هان أوروبا؛ 2) الجماعات المرتبطة بشعب الهونا الذين غزوا شمال الهند؛ 3) مصطلح غامض لوصف الأشخاص الذين يشبهون الهان. أُطلق على الخون لقب هان بمعنى الجماعات المرتبطة بشعب الهونا بالإضافة إلى من يشبهون الهان.
أُطلق اسم «الخون» على هذه السلالة عمومًا من الأسطورة الباخترية لعملتهم المعدنية المبكرة، إذ شرعوا ببساطة في تقليد العملات الساسانية التي أضافوا إليها اسم «الخون» باللغة الباخترية. يرد ذكر هان الخون كذلك في العديد من العملات الأصلية مثل عملات خينغيلا مع رمز تمغة.
في فقه اللغة، قد يكون الخون مزيجًا من الآريين والهان على الرغم من أن هذا ما يزال مجرد افتراض. قد يكون أصل اسمهم منحدرًا من اللغة التركية، بمعنى اللون السقلاتي أو الأحمر، أي «الهان الحمر»، إذ يرمز اللون الأحمر للشعوب المرتحلة.

### المظهر الشكلي
يشتهر شعب هان الخون بامتلاكه جمجمة طويلة، نتيجة تشوه الجمجمة الاصطناعي، والتي ربما تكون أحد أبرز معالم «هوية الخون». تظهر الجماجم الطويلة بوضوح في معظم صور الحكام في عملات هان الخون، وساهمت هذه الجماجم الطويلة، التي عرضها الخون بكل فخر، في تمييز السلالة عن الشعوب الأخرى، فعلى عملاتهم، حلت الجماجم المذهلة محل التيجان الساسانية التي كانت موجودة في عملة المنطقة. انتشرت هذه الممارسة كذلك بين شعوب السهوب الأخرى، ولا سيما الهان، ووصلت إلى أوروبا، حيث تمكن الهان من التعريف عن أنفسهم باستخدامها.
في أحد التقاليد العرفية الأخرى، يُصوَّر هان الخون بلا لحى، وغالبًا ما كانوا بشارب، في تناقض واضح مع النموذج الأولي للإمبراطورية الساسانية التي كانت اللحى تغطي وجوه رجالها عمومًا.
يبدو أن المظهر الشكلي للخون انتشر وأصبح عصريًا إلى حد ما في المنطقة، ويتجلى ذلك في تصوير البطل الإيراني رستم، ملك زابولستان الأسطوري، بجمجمة طويلة في جدارية القرن السابع الميلادي في مدينة بنجكنت.

### الرمزية
اتبع هان الخون طريقة أخرى لتأكيد هويتهم وتمييز أنفسهم عن أسلافهم الكيداريين، وهي استخدام رمز معين، أو تمغة، والذي ظهر كثيرًا على العملات المعدنية والأختام.

## تاريخيًا

### غزو باختر (370 ميلادي)
في عهد شابور الثاني، فقدت الإمبراطورية الساسانية والكوشانو الساسانيون تدريجيًا السيطرة على باختر بعد غزو الهان آسيا الوسطى، والذي شرع الكيداريون به منذ نحو عام 335 ميلادي، ثم هان الخون منذ نحو عام 370 ميلادي، الذين واصلوا الغزوات الهندية لمدة قرنٍ ليخلفهم الهياطلة منذ نحو عام 450 ميلادي.
وصف أميانوس مارسيلينوس المواجهات المبكرة بين إمبراطورية شابور الثاني الساسانية مع جحافل الهان المرتحلة من آسيا الوسطى التي عُرفت بـ«الخيونيين»: أنه في عام 356، قضى شابور الثاني فصول الشتاء على حدود دولته الشرقية «في صد الأعمال العدائية» التي شنتها قبائل الخيونيين والإمبراطورية الكوشانية، وعقد في نهاية المطاف معاهدة تحالف مع الخيونيين والغيلانيين، «القبائل التي كانت الأقوى خلال الحرب ولم تعرف الكلل من بين جميع القبائل»، في عام 358. بعد إبرام هذا التحالف، وقف الخيونيون (ربما من قبيلة كيداري) الذين حكمهم غرومباتس إلى جانب الملك شابور الثاني في حربه ضد الرومان، ولا سيما خلال حصار أميدا في عام 359. شهد أميانوس مارسيلينوس كذلك الانتصارات التي حققها الخيونيون أثناء حملاتهم في أراضي شرق بحر قزوين ووصفها.
احتل هان الخون باختر نحو عام 370، وطاردوا الكيداريين باتجاه الهند، وبدأوا سك العملات المعدنية على غرار شابور الثاني ولكنها حملت اسمهم «الخون».

### غزو كابلستان (385 ميلادي)
خلال الفترة 380-385، ظهر هان الخون في كابيسا، واستولوا على كابلستان من الفرس الساسانيين، بينما حكم الكيداريون (الهان الحمر) غاندارا في الوقت ذاته. من المعروف أن هان الخون أعادوا استخدام العملة المعدنية لشابور الثاني في جنوب هندو كوش، وأضافوا اسمهم «هان الخون» مجددًا إلى العملة الساسانية. يُقال أحيانًا أن هان الخون سيطروا على كابول في عام 388.

### سك العملات
أصدر هان الخون في البداية عملات مجهولة يتبع تصميمها الطراز الساساني. اشتهر العديد من أنواع من هذه العملات، والتي عادة ما جرى سكها في باختر، باستخدام تصاميم العملات الساسانية مع تماثيل نصفية تقلد الملوك الساسانيون مثل شابور الثاني (309 إلى 379) وشابور الثالث (383 إلى 388)، بإضافة اسم الخون بالخط الباختري واليوناني (أجرى الإغريق الباختريين تعديلًا طفيفًا على النص اليوناني في المنطقة في القرن الثالث قبل الميلاد). يُعتقد أن هان الخون استولوا على سك العملات النقدية والورقية الساسانية في كابولستان بعد عام 385، وأعادوا استخدام الصبغات المستخدمة خلال عهد شابور الثاني وشابور الثالث، وأضافوا إليها اسم هان الخون.